# 夜弄土地公

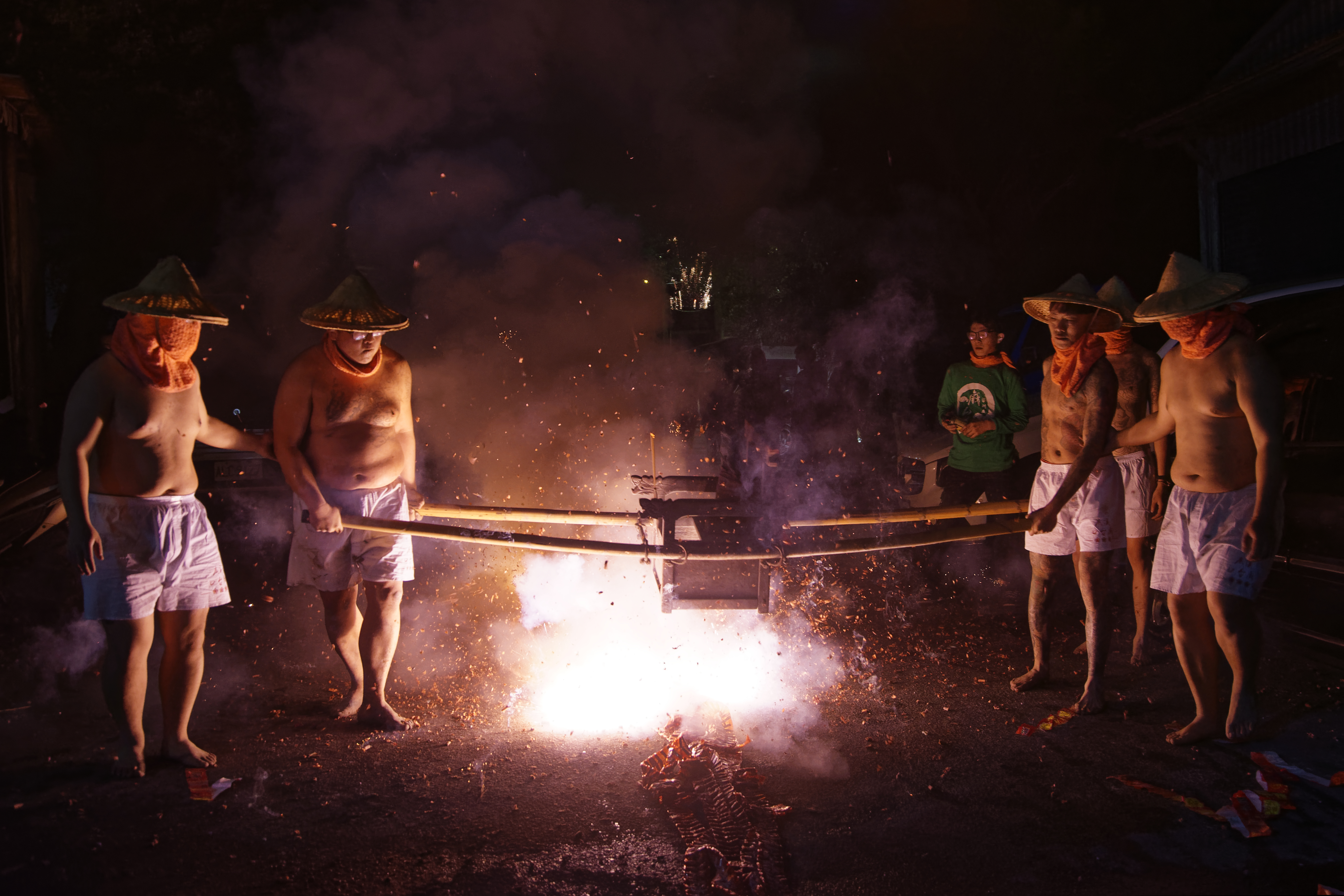
社子夜弄土地公

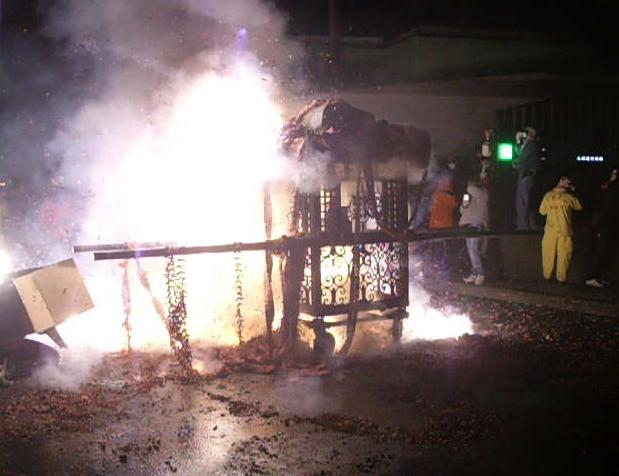
過去土地公是坐椅轎猶有法度扛咧弄，這馬坐大轎；閣炮仔濟；就無法得，轎佮土地公就囥咧予炮仔pòng。

夜弄土地公，是台灣台北市內湖區和士林區社子島一帶特有的元宵節傳統活動。

## 歷史
捷運內湖站附近的梘頭福德祠，在元宵節時會以點燃的鞭炮丟向土地公神轎，信徒深信鞭炮放得愈多，財運愈旺。舉辦已有百年歷史。
士林區社子島(延平北路七段至九段)各角頭有弄土地公活動，仍保有土地公坐椅轎遶境的方式，而以百福宮出發和沿途商家參與活動的較為熱鬧。
這種習俗可追溯到古代漢人「火」財神的民俗活動，由於「火」象徵「活」，是民眾向財神祈求財富的民間習俗。民間亦將土地公視為財神爺供奉，所以也就有如同炸寒單爺的習俗。

## 內湖弄土地公過程
晚間6時左右，信徒將石像土地公請出神龕，待擲茭請示後，土地公被請上神轎，沿途店家會準備好鞭炮，嚴陣以待。土地公遶境行程沿成功路四段182巷、成功路四段30巷、內湖路二段、金龍路，到金碧宮折返，再到內湖郵局、達人女中一帶。抬轎人員舞弄土地公神轎，接受沿途店家熱烈鞭炮歡迎及香案祭拜，成串成堆的炮竹點燃剎那硝煙四起，劇烈的爆竹聲響，把元宵氣氛帶到最高潮，預計晚上10點結束。

## 因活動而造成之意外事件
2011年有一女子遭鞭炮炸傷，恐造成失明 
2022年有一女子拇指意外遭鞭炮炸斷
2024年有一男子頭髮因鞭炮施放，造成頭髮燒起來